# Mascha Gonska
Mascha Gonska, née le 19 novembre 1952 à La Ferté-Bernard en France, est une actrice franco-germano-polonaise.

## Biographie
Fille d'un peintre polonais, Mascha Gonska a été découverte lors d'une audition en 1969. Son film le plus connu est Le Trio infernal. Mascha Gonska joue aux côtés de Romy Schneider et Michel Piccoli.
Elle joue quelques rôles dans la série Inspecteur Derrick .

## Filmographie sélective
- 1969: Herzblatt oder Wie sag ich’s meiner Tochter? d'Alfred Vohrer: "Herzblatt" Tillmann
- 1970: Musik, Musik - da wackelt die Penne de Franz Antel: Inge
- 1970: Das gelbe Haus am Pinnasberg (La maison jaune) d'Alfred Vohrer:Luise Zibell
- 1970: Quand les profs s'envolent de Harald Vock: Gaby
- 1971: Tante Trude aus Buxtehude de Franz Josef Gottlieb: Karin
- 1971: Zwanzig Mädchen und ein Pauker: Heute steht die Penne kopf de Werner Jacobs: Trixie
- 1971: Mein Vater, der Affe und ich de Franz Antel: Brigitte Hansen
- 1971 :Und Jimmy ging zum Regenbogen d'Alfred Vohrer: Bianca
- 1971: Die tollen Tanten schlagen zu de Franz Josef Gottlieb: Eva Wiedemann
- 1971: Kompanie der Knallköppe de Rolf Olsen: Béatrice
- 1974: Hau drauf, Kleiner de May Spils: Caroline
- 1974: Le Petit docteur (série TV): Jeanette
- 1974: Le Trio infernal de Francis Girod: Catherine Schmidt
- 1975: Parapsycho – Spektrum der Angst de Peter Patzak: Masha, une étudiante en médecine
- 1974: Ardéchois cœur fidèle créé par Jean Cosmos et Jean Chatenet, réalisé par Jean-Pierre Gallo (série TV): Angéline
- 1975-1978 Inspecteur Derrick (série TV): Maria / Lona Ross / Marlies / Hannelore Greiser
- 1976: Duett zu dritt de Gerhard Janda
- 1976: Lobster: Das Kind (mini-série TV)
- 1976: Geburtstage : Bitte laut klopfen (série TV): Hanne
- 1977: Halbe-Halbe de Uwe Brandner: Eva Hauff
- 1978: Sechs Millionen: Die neue Armut der Familie S. (mini-série TV)
- 1978: Kneuss de Gaudenz Meili: Agnès
- 1979: Le Renard: Témoins oculaires (Pensionstod) (série TV): Nana Dorakis

- 1980: Les Chevaux du soleil de François Villers (TV) : Angèle
- 1980: The American Success Company de William Richert: Greta
- 1980: Wer anderen eine Grube gräbt de Herbert Vesely (TV): Mrs Mansell